# Flusslandschaft Eider-Treene-Sorge

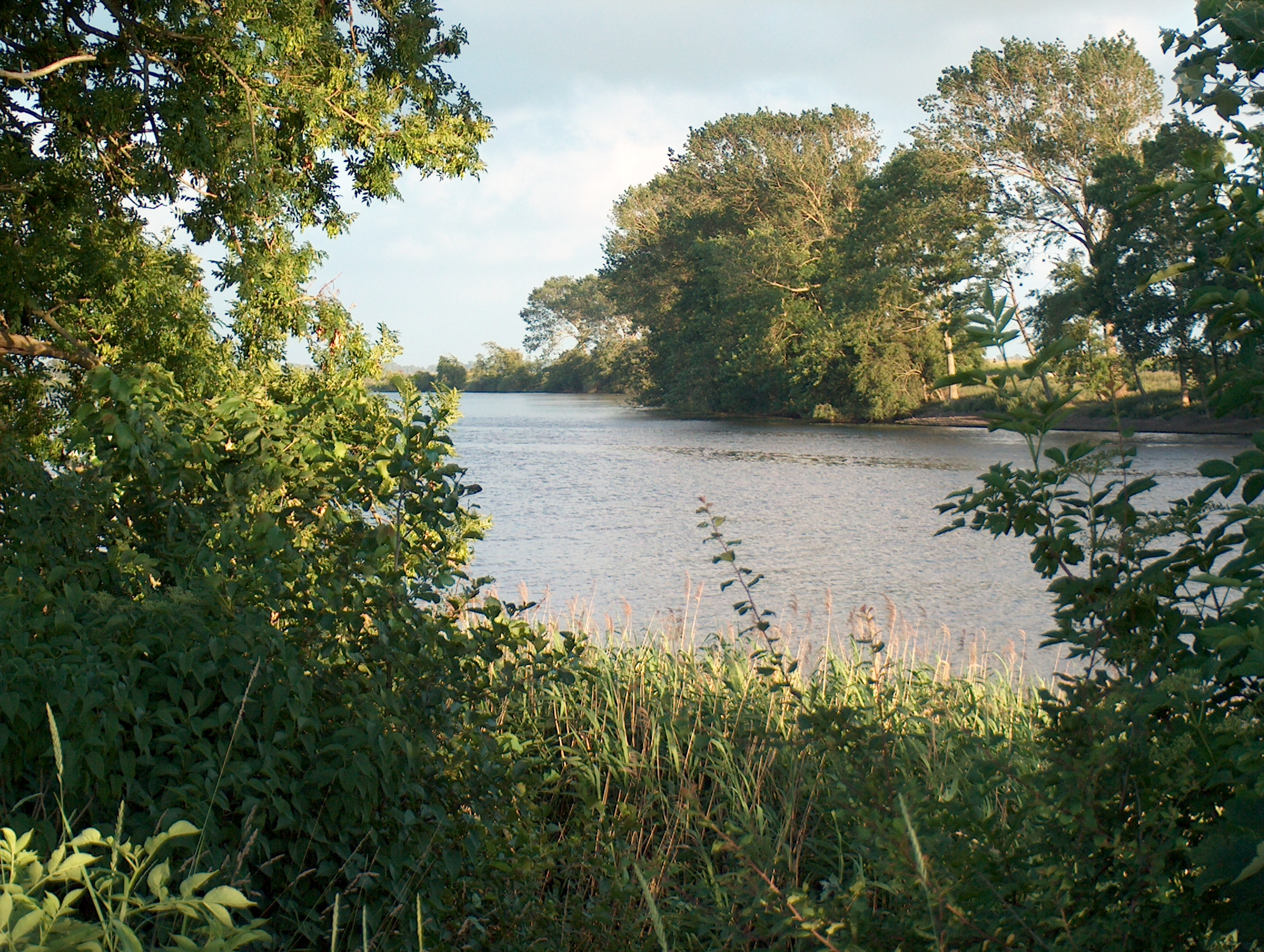
Eider bei Süderstapel

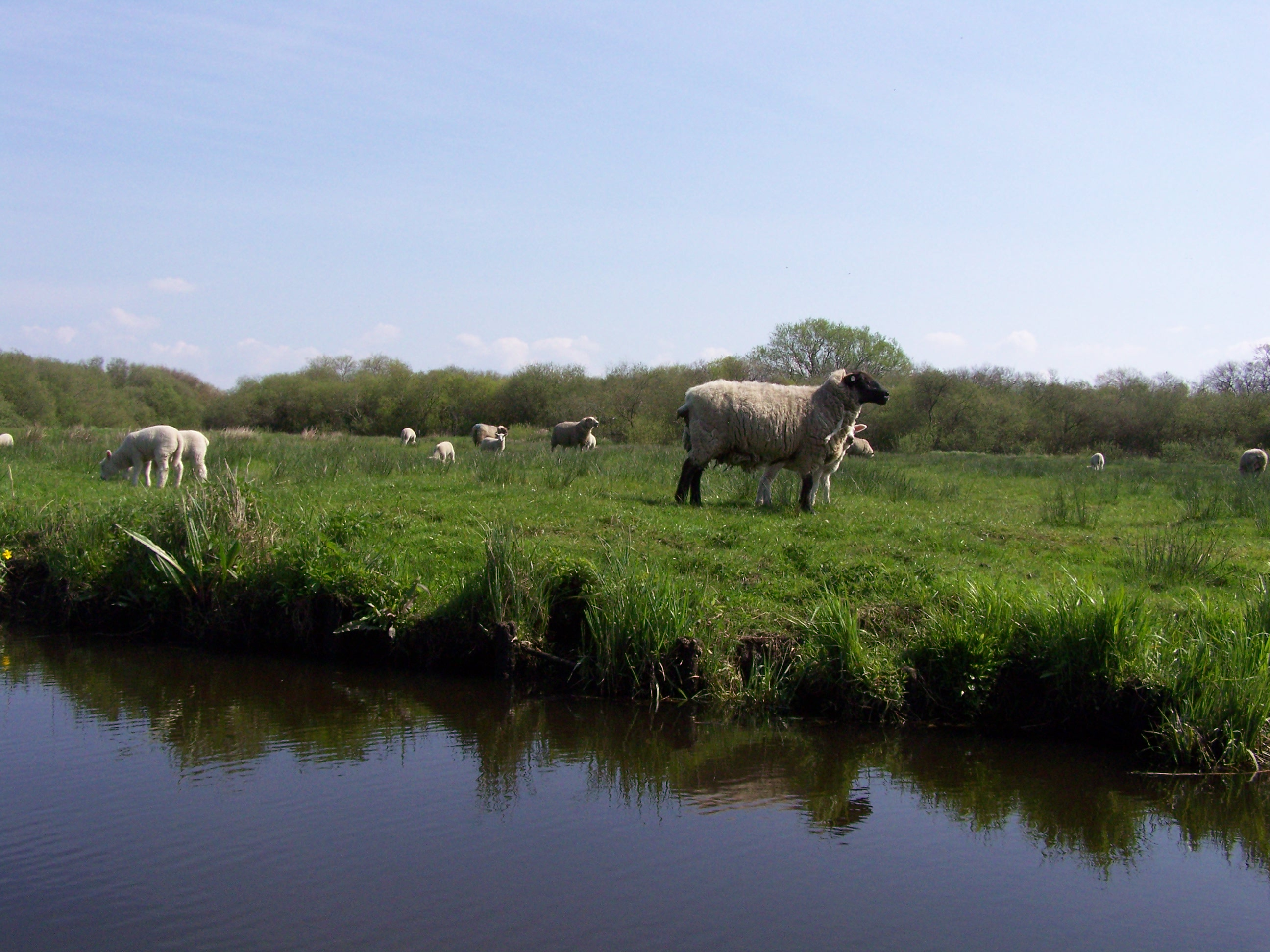
Schafe am Flussufer

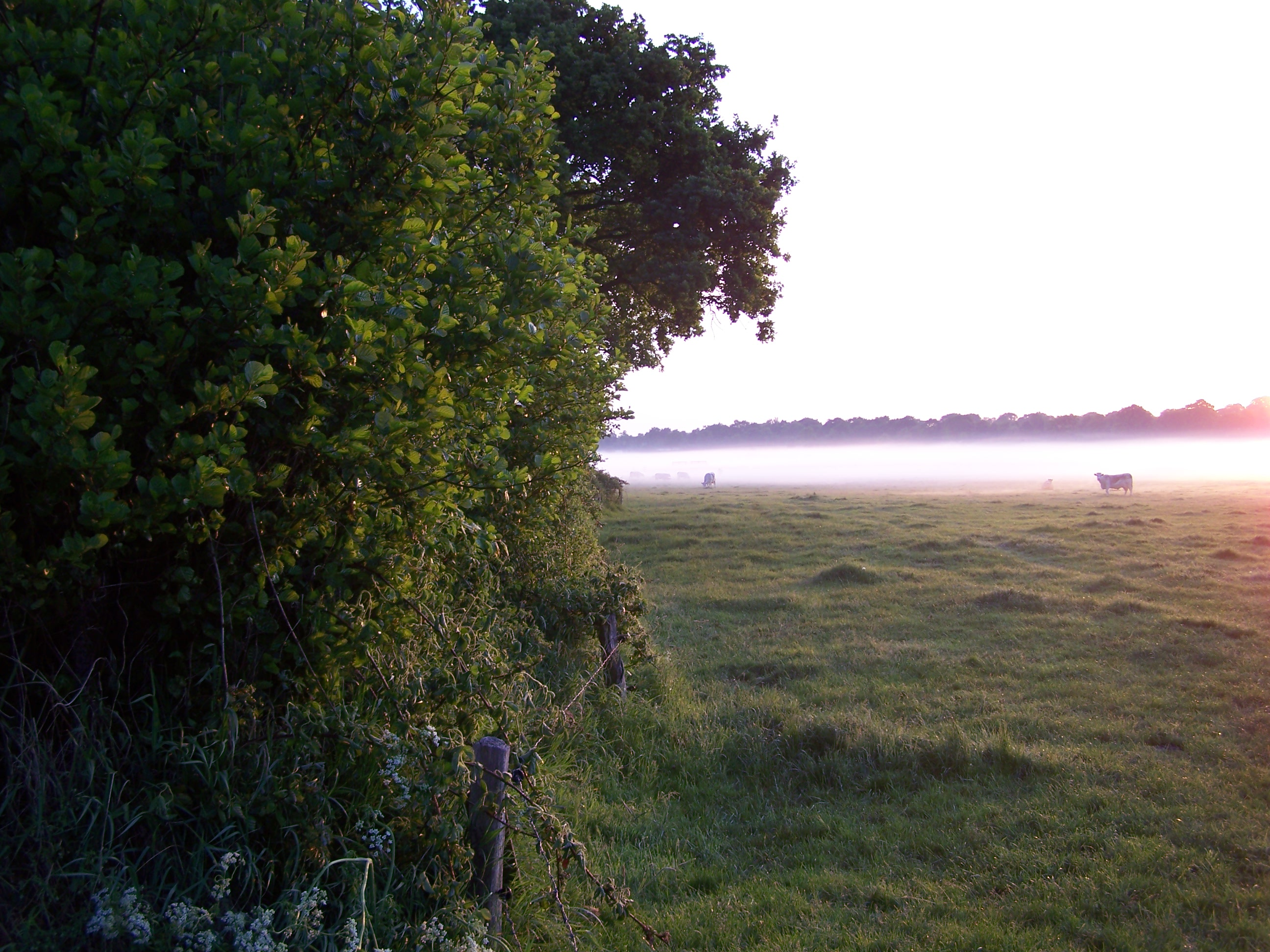
Sonnenaufgang in der Flusslandschaft Eider-Treene-Sorge

Die Flusslandschaft Eider-Treene-Sorge ist eine von 22 vom Ministerium für  Energiewende, Landwirtschaft, Umwelt des Landes Schleswig-Holstein wiederholt ausgewählte AktivRegion. Der Name der Region geht zurück auf die Eider-Treene-Niederung, das, nach eigenen Angaben, größte zusammenhängende Fluss- und Niederungsgebiet in Schleswig-Holstein.
Im Programm AktivRegionen werden die ländlichen Regionen des Bundeslandes Schleswig-Holstein im Sinne des LEADER-Ansatzes strategisch gefördert. Nachdem in der voran gegangenen Förderperiode (2007–2013) der Zuschnitt des Förderraums noch zum größten Teil vom namensgebende Niederungsgebiet im Schnittpunkt der Kreise Nordfriesland – Dithmarschen – Schleswig-Flensburg – Rendsburg-Eckernförde eingenommen wurde, erstreckt er sich heute bis nahe Flensburg im Norden und umfasst ein Gebiet von mehr als 1.600 km2 mit 116 Gemeinden, in denen rund 100.000 Einwohner leben.

## Entstehung
Die Landschaft zwischen den Flüssen Eider, Treene und Sorge entstand in den letzten beiden Kaltzeiten. Während der Saale-Kaltzeit vor über 130.000 Jahren schoben Gletscher Hügelketten auf und hinterließen beim Abschmelzen Moränen aus Sand und Geröll. Schmelzwasser bahnte sich in mächtigen Strömen seinen Weg, Eider, Treene und Sorge entstanden als tiefe, breite Flussläufe. In der folgenden Warmzeit drang die Nordsee weit ins Landesinnere vor. Nährstoffreiche Sedimente lagerten sich ab, der Grundwasserspiegel stieg. So konnten Pflanzen gedeihen. In den nassen Niederungen bildeten sich Moore. Während der letzten Kaltzeit, der Weichselkaltzeit, war die Region nicht mehr von Eis bedeckt. Kälte und Wind sorgen jedoch für einen Wandel in der Vegetation, Schmelzwasser verbreiterte die Täler von Eider und Treene und riss die Ablagerungen der Saale-Kaltzeit mit sich. Nur im unteren Bereich der Flüsse bleiben Moränenreste stehen – die für die Region typischen „Holme“.
Weil die Entstehungsgeschichte der Flusslandschaft Eider-Treene-Sorge auch heute noch besonders gut zu erkennen ist, schätzen Geologen das Gebiet als besonders wertvoll ein. So befinden sich hier gleich sieben Geotope, die als unersetzliche „Zeitzeugen“ dem Landesnaturschutzgesetz unterliegen.
Die heutige Eider-Treene-Sorge-Region ist jedoch eine vom Menschen geprägte Gegend. Über die Jahrhunderte versuchte man immer wieder, die Flussniederungen nutzbar zu machen. Im 17. Jahrhundert ließen sich holländische Remonstranten auf Einladung von Herzog Friedrich III in Schleswig-Holstein nieder und gründeten das nach ihm benannte Friedrichstadt. Den erfahrenen Wasserbauern gelang es schließlich, das regelmäßig überschwemmte Marschenland trockenzulegen und für die Landwirtschaft nutzbar zu machen. Entwässerungsgräben und Siele, Schleusen und Schöpfwerke hielten die Pegel von Flüssen und Seen niedrig. Der Grundwasserspiegel sank. Durch diesen Prozess gingen auch wertvolle Moorflächen verloren. Dennoch konnte die Flusslandschaft Eider-Treene-Sorge einen Teil ihrer Ursprünglichkeit bewahren. An einigen Stellen setzt sich zudem der Naturschutz für die Renaturierung ein. So ist die Region heute beides: Ein Natur- und ein Kulturdenkmal.

### Beruhigte Flüsse und flache Seen
Jahrhundertelang kämpften die Menschen gegen den Einfluss der Gezeiten auf den Pegel der Eider und ihrer Nebenflüsse Treene und Sorge. Dieser Prozess war erst mit dem Bau des Sperrwerks in Tönning 1973 abgeschlossen. Seitdem sind aus häufig über die Ufer tretenden Strömen stille Gewässer geworden – ihre Mäander erinnern an bewegtere Zeiten. Nachdem seit Mitte der 30er Jahre keine Störe mehr zum Laichen die Eider hinaufwandern, wächst seit einigen Jahrzehnten die Zahl der Süßwasser-Fischarten, und auch wenn das einst klarere Flusswasser trüb und braun aussieht – seine Qualität ist hervorragend.
Als einziger der für die häufig überflutete Landschaft typischen Flachwasserseen wurde der Hohner See bewahrt. An seinen Ufern brütet im Röhricht der Schilfrohrsänger, und sogar Seeadler sind regelmäßig zu beobachten.

### Die Geestniederungen

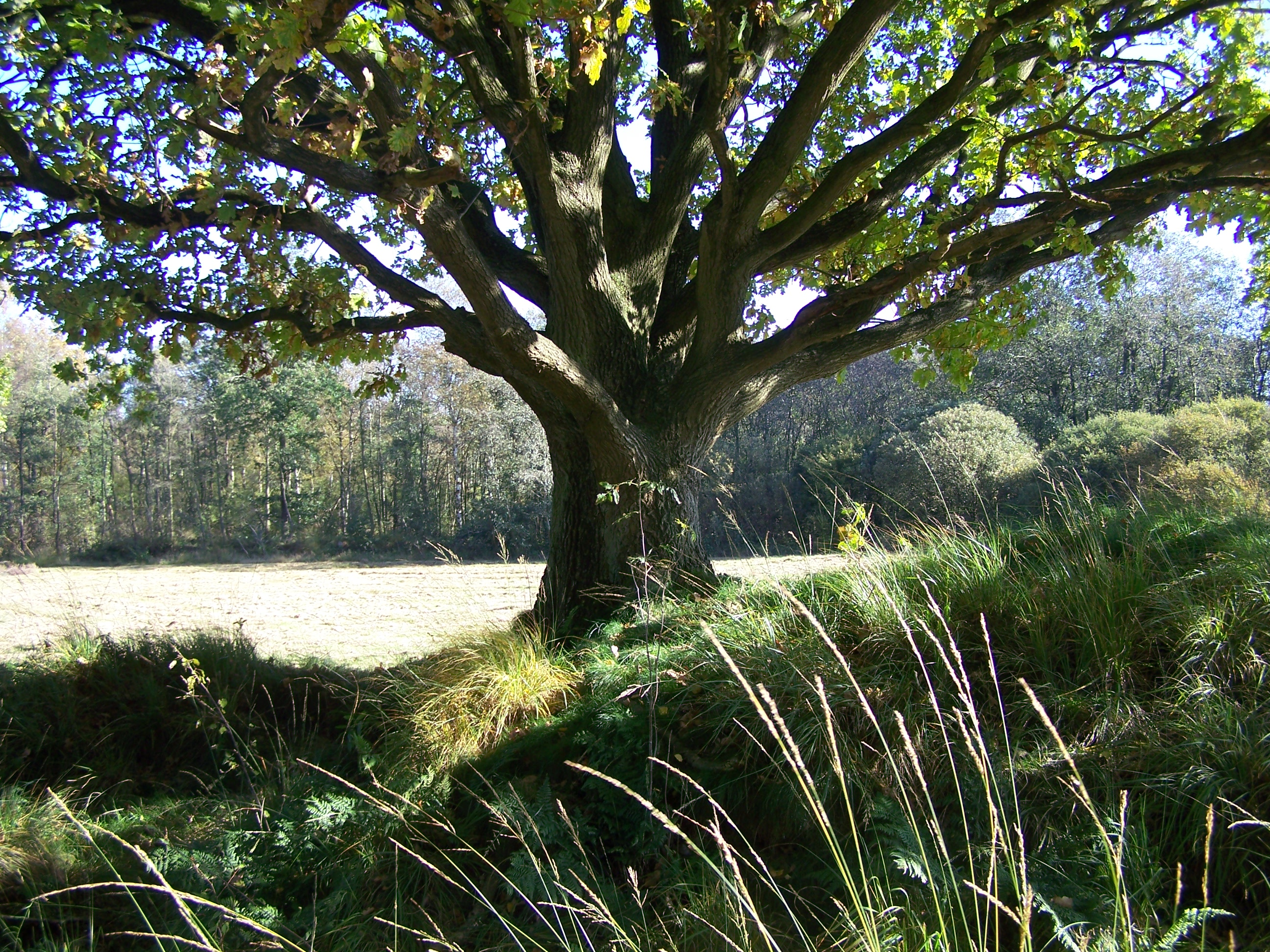
Moor bei Seeth

Flachseen, Bruchwälder und Moore prägten ursprünglich die Niederungen der Flusslandschaft Eider-Treene-Sorge. Nach der Trockenlegung im 15. Jahrhundert entstanden Felder, Wiesen und Weiden. Sumpf- und Wasservögel zogen sich zurück, die Population der Wiesenvögel nahm vorübergehend zu. Mit dem Ausbau der Landwirtschaft sank die Artenvielfalt jedoch wieder. Einzig die vom Aussterben bedrohte Bekassine konnte sich halten. In den Schutzgebieten an der Alte Sorge-Schleife, am Hohner See und im Ostermoor bei Seeth kann man im Frühjahr ihre Balzflüge beobachten.

### Hochmoor und Niedermoor

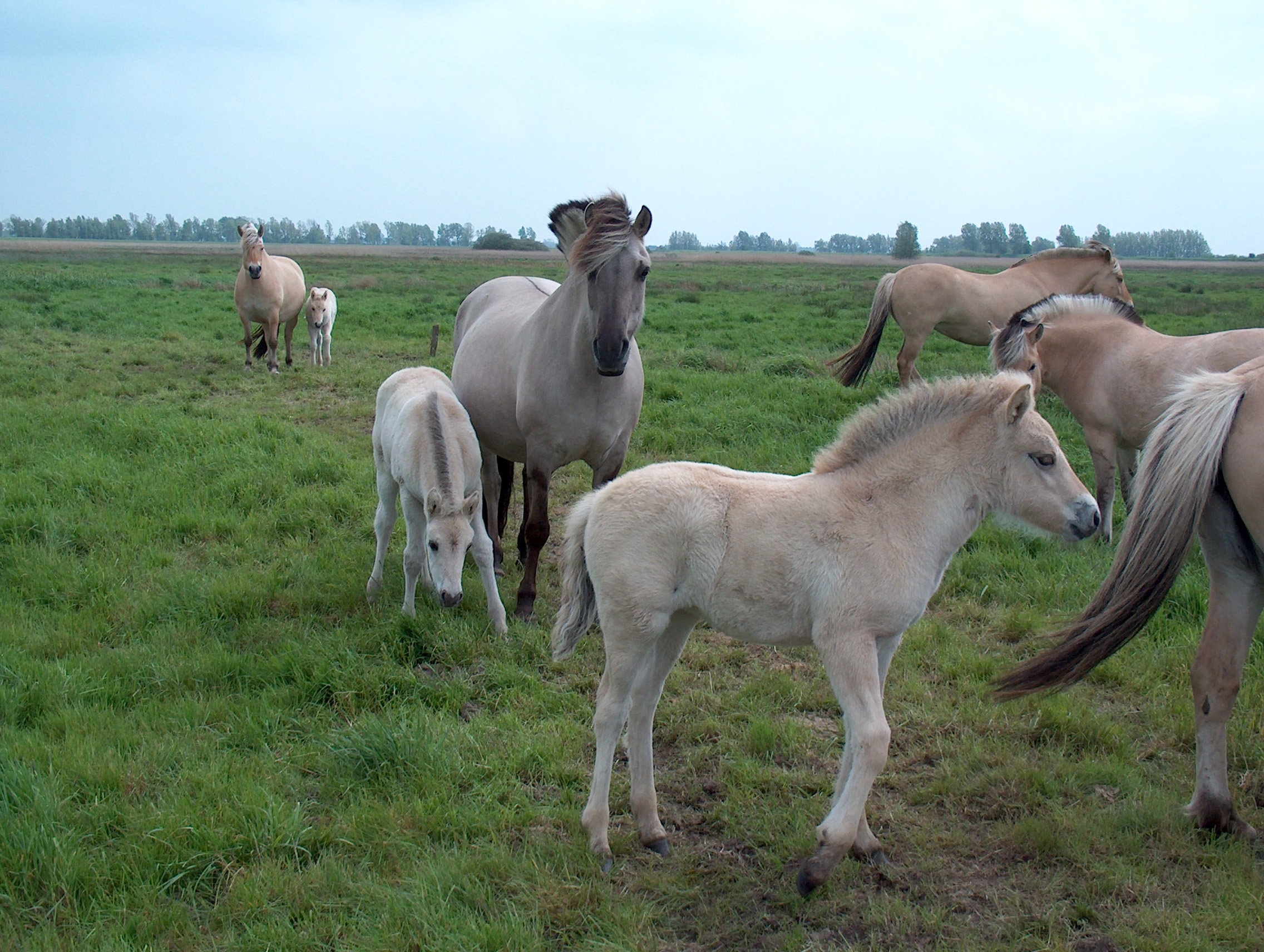
Herde von Fjord-Pferden

Teich- und Schilfrohrsänger, Rohrdommel oder Wasserralle sind vorhanden.
Im Hochmoor, dessen Pflanzen im Gegensatz zum Niedermoor keinen Kontakt zum Grundwasser besitzen, können nur Spezialisten wie das Sonnentau überleben, das den natürlichen Nährstoffmangel über den Fang von Insekten ausgleicht. Das Dellstedter Birkwildmoor ist ein Beispiel für ein weitgehend erhaltenes Hochmoor. Mitte der 80er Jahre versuchte man hier, Birkhühner, die dem Moor ihren Namen gegeben hatten, auszuwildern.